# Costellazioni familiari e sistemiche
Le costellazioni familiari e sistemiche sarebbero una tecnica di analisi e terapia alternativa, non provata e non scientifica messa a punto da Bert Hellinger sviluppatasi nell'ambito della psicologia sistemica.
Tale tecnica riprenderebbe aspetti da altre teorie e pratiche non funzionanti o non riconosciute dalla scienza, dall'ipnosi di Milton Erickson, dallo psicodramma di Jacob Levi Moreno, dalla Terapia della Gestalt di Fritz Perls, dalla terapia familiare, ispirandosi anche agli assunti di Adler, Jung, Freud e altri autori che, secondo i suoi sostenitori, ma senza alcuna evidenza concreta, avrebbero intuito le implicazioni dell'aspetto generazionale sulle sintomatologie.
Secondo i suoi sostenitori, ciò che più si evidenzierebbe nel procedimento di questa tecnica sarebbe il poter accedere attraverso i "movimenti dei rappresentanti" a un "Campo Familiare Informato" che, al di là del tempo, continua a mantenere intatti tutti gli avvenimenti accaduti in una determinata famiglia. Queste teorie allo stato attuale della scienza non sono ancora dimostrate. Secondo loro alcuni eventi "resterebbero registrati" in un cosiddetto "Campo Morfico" incorruttibile alla verità nascosta, rielaborata o modellata. 
Le costellazioni familiari non sono supportate da evidenze scientifiche e vanno inserite nel campo delle pseudoscienze.

## Aspetti generali
Tra gli anni '70 e '80 l'interesse terapeutico si è spostato verso i legami trans-generazionali con la famiglia di origine, all'inizio degli anni '80 Alejandro Jodorowsky ha coniato il vocabolo psico-genealogia, poi evoluto in meta-genealogia. Secondo Jodorowsky
la disciplina ha le sue radici nella psicologia, nell'arte, nella scienza e nelle tradizioni spirituali ed esoteriche. L'individuo sarebbe così il prodotto di due forze: una imitatrice che viene dal passato e una creatrice guidata dalla coscienza universale, quando l'individuo cambia tutto l'albero genealogico reagisce. La tematica è poi evoluta nella psico-magia che invece di sublimare le pulsioni le realizza in modo metaforico. Quasi contemporaneamente Bert Hellinger inizia il suo percorso di studio nel campo terapeutico e dal 1993 inizia ad ideare il metodo delle costellazioni familiari sistemiche. La tecnica dichiara di basarsi su teorie e prassi psicologiche, a partire dalla psicoanalisi (Bert Hellinger, l'ideatore delle costellazioni familiari, è stato sacerdote prima che psicoanalista), riprendendo poi molti aspetti dalla psicoterapia della Gestalt, dalla psicoterapia sistemico familiare, dall'ipnosi eriksoniana, e dallo psicodramma di Moreno.
Bert Hellinger a partire dal 1980 espose le basi delle sue linee teoretiche e metodologiche in merito alle costellazioni familiari e sistemiche.
Poco dopo, in Francia Anne Schützenberger mise a punto una tecnica che si potrebbe definire sorella delle costellazioni familiari, chiamata "Sindrome degli Antenati". Qualche anno più tardi, nel '90, due sorelle psicoterapeute del Mental Research Institute di Palo Alto, Doris e Lise Langlois, misero a punto un'altra tecnica simile, dandole il nome di "psicogenealogia".
Secondo Hellinger e i suoi sostenitori, gli elementi teoretici che sono alla base della terapia sarebbero ripresi da numerose concezioni e pratiche sviluppate nell'ambito della psicologia e della psicoanalisi, ma anche di altre definite come pseudoscientifiche.
Hellinger ritiene che - a suo parere - la vita di ognuno sarebbe condizionata da destini e sentimenti che non sarebbero veramente propri e personali; anche malattie gravi, il desiderio di morte e problemi sul lavoro potrebbero essere dovuti, secondo questa sua teoria, a "irretimenti" del sistema-famiglia e, a suo dire, potrebbero essere portati alla luce attraverso il processo delle cosiddette "costellazioni familiari".
Queste sono costituite da una "messa in scena", riprodotta da "rappresentanti", che in modo intuitivo ricreerebbero le inter-dipendenze esistenti tra i componenti di una famiglia o di un gruppo, permettendo in tal modo di evidenziare le presunte dinamiche inconsce che, nel suo modello, produrrebbero sofferenza in molti aspetti della vita (relazioni affettive, relazioni professionali, rapporto con il denaro e con la salute).
Ciò che accade durante una rappresentazione familiare è stato ipoteticamente spiegato rifacendosi a teorie note ma non generalmente accettate da tutta la comunità scientifica: la teoria dei campi morfogenetici di Rupert Sheldrake, le dichiarazioni di Masaru Emoto sulla presunta "memoria delle acque", i diversi stati di coscienza cui fa riferimento l'ipnosi eriksoniana, e altro.
Non risultano esistere prove cliniche di efficacia o di sicurezza del metodo che siano state pubblicate nella letteratura scientifica internazionale peer-reviewed. I risultati di questo metodo sono stati attribuiti dalla letteratura scientifica a fenomeni come l'effetto placebo, la suggestione e l'empatia.

## Tecnica
La "costellazione" si svolge, di norma ma non esclusivamente, nel corso di seminari di gruppo, dove uno o più partecipanti sono potenzialmente interessati a rappresentare la propria “costellazione familiare". I seminari riguardanti le "costellazioni sistemiche", cioè riguardanti gruppi o strutture sociali, come quelli del lavoro, di nazioni, di religioni, di società, si svolgono con una struttura simile.
Tutti i presenti si dispongono, seduti, in un cerchio molto ampio e tra loro si pone anche il conduttore, detto anche "facilitatore". Questi coadiuva i presenti a raggiungere uno stato di rilassamento e presenza attiva, e verifica chi tra i presenti intenda mettere in atto la propria costellazione; in linea di principio, è data la precedenza a chi non manifesta apprensione, ansia, fretta e si fa percepire come sicuro di poter formulare la propria questione in maniera chiara e precisa.
È evidente che il tipo di ruolo svolto dal conduttore è basato su funzioni e competenze di tipo psicologico-professionale rivolte a un gruppo terapeutico; si pone pertanto il problema della qualificazione psicoterapeutica dei conduttori.

### La domanda di apertura e le domande sulla famiglia
Il conduttore invita la persona prescelta a sedersi al suo fianco e quindi pone la domanda di apertura, che serve a focalizzare il tema da "esplorare". Il facilitatore aiuta il partecipante nel fornire la risposta più chiara, centrata e breve possibile.  Secondo quanto esposto, sarà evidente se sarà rappresentato il sistema familiare d'origine o quello attuale. Se la risposta riguarda il passato, è interessata la famiglia d'origine (genitori, fratelli e sorelle, nonni, zii, ecc.); se la risposta riguarda il presente, è esposta la famiglia attuale (marito o moglie, compagno o compagna, attuale o eventualmente precedente, figli, e così via). In alcuni casi, le risposte riguardano entrambe le costellazioni (quella di origine e l'attuale).
Secondo il tema formulato nella prima risposta, il conduttore pone altre brevi e circostanziate domande, sulla famiglia di origine e/o su quella attuale; alla persona è richiesto di formulare risposte molto brevi, concise e centrate unicamente sui fatti evitando di emettere commenti, interpretazioni, impressioni o emozioni personali.

### La scelta e il posizionamento dei rappresentanti
Dietro invito del conduttore, il quale definisce quali debbano essere i membri della famiglia chiamati in causa nella "messa in scena", la persona in questione, dopo essersi concentrata, sceglie tra i presenti, senza alcun criterio di somiglianza fisica o di età ma solo di corrispondenza di sesso, un rappresentante per se stesso e per ogni suo familiare coinvolto, anche se già deceduto. La scelta si svolge in silenzio. Poi la persona interessata ha il compito, senza pensarvi troppo a lungo e sempre in concentrato silenzio, di prendere per le mani o per le spalle i rappresentanti scelti e di posizionarli al centro del cerchio, in relazione l'uno con l'altro, secondo il proprio sentire e secondo la sua immagine interiore. Non deve dar loro alcuna particolare impostazione fisica: i rappresentanti sono inizialmente sempre tutti in piedi, con le braccia lungo i fianchi e la testa diritta. Non devono nemmeno essere date istruzioni su stati d'animo da percepire o spiegazioni sulla loro reciproca posizione o eventuali sguardi significativi; la persona deve solamente badare a indicare chiaramente dove lo sguardo del rappresentante deve indirizzarsi. Quando ha finito di posizionare tutti i membri della famiglia che sono stati coinvolti, il cliente si siede di fianco al conduttore in modo che entrambi abbiano la visione completa dell'insieme. Da questo momento in poi è solo uno spettatore silente, a meno che il facilitatore non lo coinvolga direttamente, e lascia che tutto ciò che avviene agisca su di lui.

### Lo svolgimento della costellazione
Ai rappresentanti viene richiesto di assecondare, senza alcuna teatralità, ogni loro basilare e istintivo movimento fisico in quanto, secondo la teoria di Hellinger, essi avrebbero - in maniera del tutto inconsapevole - cominciato ad avvertire ciò che i membri della famiglia avrebbero realmente provato, accedendo non solo ai sentimenti ma anche, in molti casi, alle sensazioni corporee dei loro rappresentati. Secondo Hellinger sarebbero infatti entrati in contatto con un "campo energetico" del sistema familiare in questione.
Il conduttore lavorerebbe quindi con le presunte "forze" che, a dire di Hellinger, agirebbero e guiderebbero il cosiddetto "campo energetico" del sistema familiare messo in atto.
A volte il conduttore interviene spostando fisicamente i rappresentanti in altre posizioni spaziali; a volte chiede loro di esprimere, con poche e semplici parole, le proprie percezioni fisiche del momento o il loro stato d'animo o i sentimenti verso se stessi o verso gli altri componenti della costellazione, e sempre e solo in quanto rappresentanti. A volte chiede loro di provare a pronunciare semplici frasi che servirebbero ad annunciare tensioni o a scioglierle ("sono arrabbiato con te", "ti prego", "ti rispetto", "ti onoro", "tienimi con te", e così via). In altre occasioni reintegra nella "costellazione", con nuovi e altri rappresentanti, membri della famiglia che sono stati in passato esclusi o dimenticati dal nucleo familiare in questione. Molto spesso, e verso il termine della rappresentazione, il facilitatore chiede al cliente di inserirsi al posto del proprio rappresentante in quanto, secondo Hellinger, questo consentirebbe una completa e a questo punto integrata visione dell'insieme, e favorirebbe un'ulteriore presa di contatto con i cambiamenti che sarebbero avvenuti e che starebbero avvenendo.

### Termine della costellazione
Attraverso quindi un misurato e graduale cambiamento di posizioni spaziali ed emotive dei rappresentanti, che il più delle volte si ritiene sarebbe avvenuto in maniera spontanea e, a volte, invece attraverso l'intervento del conduttore, la "costellazione" evolverebbe verso livelli generali di maggiore comprensione, partecipazione e verso un'immagine di armonia, equilibrio e pace, che sarebbe a tutto vantaggio della persona interessata ma, di riflesso e nella maggioranza dei casi, porterebbe vantaggio anche al nucleo familiare stesso e per tutti i partecipanti al seminario.
L'immagine creata secondo la teoria di Hellinger potrebbe - a suo dire - far iniziare una presunta trasformazione interiore della persona in questione, che potrebbe durare anche per un lungo periodo e coinvolgerebbe l'intelletto, la nostra parte consapevole, in maniera assai limitata.
Una costellazione, in genere, può durare dai 20 minuti a un'ora, ma vi possono essere costellazioni più brevi o più lunghe. Scopo principale dell'agito non sarebbe quello di far chiarezza sulle migliaia di "ombreggiature" presenti in una famiglia, ma quello di portare in vista il cosiddetto "irretimento", che costituirebbe secondo le teorie di Hellinger, l'impasse saliente per la persona interessata.
Se la costellazione dovesse mostrarsi come particolarmente emotiva, il facilitatore può porre termine alla rappresentazione, così come può fermarla se la situazione in atto dovesse manifestare stagnazione o mancanza di energia. In genere viene sconsigliato di attuare un'altra costellazione, anche se in merito ad altri temi, in tempi brevi.

## Critiche
Le costellazioni familiari non sono accettate dalla scienza e divergono sensibilmente dalle forme convenzionali di terapia cognitiva, del comportamento e della psicodinamica; l'efficacia di questa pratica non è verificata scientificamente ed è associata a modelli esplicativi di tipo pseudoscientifico. Il metodo è stato descritto da alcuni come una forma di misticismo quantico, criticando come il suo fondatore Bert Hellinger abbia incorporato nella sua spiegazione idee pseudoscientifiche non confutabili, come quelle della cosiddetta risonanza morfica.